# Saint-Denis-de-Jouhet
Saint-Denis-de-Jouhet è un comune francese di 965 abitanti situato nel dipartimento dell'Indre nella regione del Centro-Valle della Loira.

## Società

### Evoluzione demografica
Abitanti censiti